# Episodi de I piloti di Spencer
La prima e unica stagione della serie televisiva I piloti di Spencer è composta da 11 episodi ed è stata trasmessa negli Stati Uniti dal canale CBS a partire dal 17 settembre 1976 al 19 novembre 1976, mentre l'episodio pilota è andato in onda il 3 aprile 1976.
In Italia è stata trasmessa da Rai 1.
| n° | Titolo originale | Titolo italiano | Prima TV USA      | Prima TV Italia |
| -- | ---------------- | --------------- | ----------------- | --------------- |
| 1  | Pilot            |                 | 9 aprile 1976     |                 |
| 2  | The Drone        |                 | 17 settembre 1976 |                 |
| 3  | The Prisoner     |                 | 24 settembre 1976 |                 |
| 4  | The Code         |                 | 1º ottobre 1976   |                 |
| 5  | The Crop Duster  |                 | 8 ottobre 1976    |                 |
| 6  | The Matchbook    |                 | 15 ottobre 1976   |                 |
| 7  | The Hitchhiker   |                 | 22 ottobre 1976   |                 |
| 8  | The Search       |                 | 29 ottobre 1976   |                 |
| 9  | The Hunted       |                 | 5 novembre 1976   |                 |
| 10 | The Sailplane    |                 | 12 novembre 1976  |                 |
| 11 | The Explosives   |                 | 19 novembre 1976  |                 |